# Danse passion
Pour plus de détails, voir Fiche technique et Distribution.
Danse Passion, ou Danse avec moi au Québec (Dance With Me) est un film américain, sorti en 1998.

## Synopsis
Rafael Infante quitte Cuba pour rencontrer son père qui tient un cours de danse au Texas. Il rencontre alors Ruby qui est danseuse professionnelle.

## Fiche technique
- Titre original : Dance With Me
- Titre français : Danse Passion
- Titre québécois : Danse avec moi
- Réalisation : Randa Haines
- Scénario : Daryl Matthews
- Direction artistique : Waldemar Kalinowski et Barry Kingston
- Décors : Florence Fellman
- Costumes : Joe I. Tompkins (en)
- Photographie : Fred Murphy
- Montage : Lisa Fruchtman et William S. Scharf
- Musique : Michael Convertino
- Production : Shinya Egawa, Randa Haines, Lauren Weissman, Ted Zachary
- Société de production : Mandalay Entertainment
- Pays d'origine : États-Unis
- Format : Couleurs - 35 mm - 1,85:1 - DTS / Dolby Digital / SDDS
- Genre : danse, drame, romance
- Durée : 126 minutes
- Dates de sortie :
  -  États-Unis,  Canada : 21 août 1998[1]
  -  France : 4 août 1999

## Distribution
- Vanessa Williams : Ruby Sinclair
- Chayanne : Rafael Infante
- Kris Kristofferson : John Burnett
- Joan Plowright : Bea Johnson
- Jane Krakowski : Patricia
- Beth Grant : Lovejoy
- Harry Groener : Michael
- William Marquez : Stefano
- Scott Paetty : Steve
- Rick Valenzuela : Julian Marshall
- Chaz Oswill : Peter
- Liz Curtis : Kim
- Bill Applebaum : Don Harrington
- Angelo Pagan : facteur cubain
- Victor Marcel : Fernando
- Ana Sofia Pomales : fille de Fernando
- Nelson Marquez : fiancé
- Mike Gomez : barman
- Charles Venturi : serveur
- Maurice Schwartzman : homme au club
- Jannette Valenzuela : femme au club
- Jim Mapp : pêcheur
- Robert Pike Daniel : Emcee
- Jean-Marc Généreux : Finaliste du concours de danse latine
- France Mousseau : Finaliste du concours de danse latine

## Autour du film

### Bande son
- Arrolla cubano (Ignacio Piñeiro) interprété par Septeto Nacional (en)
- Pregón santiaguero (Lino Rengifo Isaac) interprété par Cuarteto Patria
- Me gusta pero no puede ser (César Pedroso) interprété par Xiomara Laugart, César Pedroso
- Adios Santiago (José 'Perrico' Hernández)
- Teach Me Tonight (Sammy Cahn, Gene de Paul) interprété par Diana Krall
- If I Don't Dance écrit et interprété par Kelley Hunt
- Jibaro (Léon Marín Vélez 'Nelson', Javier Marín Vélez 'Elkin') interprété par Electra
- Esa triste guitarra (Manuel Alejandro, Ana Magdalena) interprété par Emmanuel
- Ritmo de bom bom (Michele Violante) interprété par Jubaba
- Dream Baby (Cindy Walker) interprété par Roy Orbison
- Let's Get Lost (Frank Loesser, Jimmy McHugh) interprété par Chet Baker
- Baby Workout (Jackie Wilson, Alonzo Tucker) interprété par Jackie Wilson
- España cani (incorporée dans Paso doble #3) (Pascual Marquina, Mariano Marquina) interprété par Columbia Ballroom Orchestra
- Mama kiyelele (Ricardo Lemvo) interprété par Makina Loca
- La receta (Raul Ramos) interprété par Johnny Polanco y Su Conjunto Amistad
- Atrevete (No puedes conmigo) (Manny Benito, Sergio George) interprété par DLG
- Tres deseos (Three Wishes) 12" Remix (Kike Santander (en)) interprété par Gloria Estefan
- Descarga cachao (Cachao) interprété par Cachao
- Patria écrit et interprété par Rubén Blades
- La bilirrubina écrit et interprété par Juan Luis Guerra
- Romántica mujer (Cachao et Juanito Márquez) interprété par Cachao
- Fiesta pa'los rumberos (Emilio Estefan Jr., Robert Blades) interprété par Albita
- Los tres golpes/The Three Beats(arrangé par Cachao) interprété par Cachao
- You Really Had Me Going (Holly Dunn, Tom Shapiro (en), Chris Waters (en)) interprété par Holly Dunn
- Dream Dancing (Cole Porter) interprété par Jess Harnell
- Sing, Sing, Sing (With a Swing) (Louis Prima)
- Bailtango (Daniel Indart) interprété par Pepe Mota Quartet
- Boy from New York City (John T. Taylor, George Davis) interprété par The Manhattan Transfer
- Sway (Pablo Beltran Ruiz (en), Norman Gimbel) interprété par Dean Martin
- Why Don't You Do Right (Joe McCoy) interprété par Sinéad O'Connor
- Want You, Miss You, Love You (Rob Mathes (en)) interprété par Jon Secada
- Miranda's Smile (Bebo Valdés) interprété par Paquito D'Rivera
- Magalenha (Carlinhos Brown) interprété par Sergio Mendes
- Jazz Machine (M. Percali, P. Landro) interprété par Black Machine
- Echa pa'lante - Cha Cha Mix (Emilio Estefan Jr., Robert Blades, Pablo Flores (en), Javier Garza (en)) interprété par Thalia
- Spanish Gypsy Dance (España cani) (Pascual Marquina, Mariano Marquina) interprété par les Gipsy Kings
- Eres todo en mi (You're My Everything) (Jean-Manuel de Scarano, Raymond Donnez (en), Leroy Gomes) interprété par Ana Gabriel (en)
- A Deeper Love (David Cole, Robert Clivillés (en)) interprété par Aretha Franklin
- Lindo yambu (Ignacio Piñeiro) interprété par Cachao
- You Are My Home (Salsa) (Diane Warren) interprété par Vanessa Williams et Chayanne avec Johnny Polanco y Su Conjunto Amistad
- Heaven's What I Feel (Kike Santander (en)) interprété par Gloria Estefan
- You Are My Home (Diane Warren) interprété par Vanessa Williams et Chayanne